# Беллак (округ)
Беллак (фр. Bellac) — округ (фр. Arrondissement) во Франции, один из округов в регионе Лимузен (регион). Департамент округа — Верхняя Вьенна. Супрефектура — Беллак.
Население округа на 2006 год составляло 40 696 человек. Плотность населения составляет 23 чел./км². Площадь округа составляет всего 1780 км².